# Lasioglossum dolus
Lasioglossum dolus là một loài Hymenoptera trong họ Halictidae. Loài này được Ebmer mô tả khoa học năm 1974.